# كيري باركر
كيري باركر (بالإنجليزية: Kerry Parker)‏ هو لاعب كرة القدم الكندية أمريكي، ولد في 3 أكتوبر 1955 في نيو أورلينز في الولايات المتحدة.